# محوطه چگردک ۲
محوطه چگردک ۲ مربوط به هزاره سوم قم است و در شهرستان ایرانشهر، بخش دلگان، دهستان جلگه چاه هاشم، ۱۰ کیلومتری شمال شرق روستای چگردک واقع شده و این اثر در تاریخ ۲۷ اسفند ۱۳۸۶ با شمارهٔ ثبت ۲۲۶۵۳ به‌عنوان یکی از آثار ملی ایران به ثبت رسیده است.